# Piatra Cetii
Piatra Cetii este o arie protejată de interes național ce corespunde categoriei a IV-a IUCN (rezervație naturală de tip geologic și peisagistic), situată în județul Alba, pe teritoriul administrativ al comunei Întregalde.
Rezervația naturală de importanță geologică și peisagistică are o suprafață de 75 ha și se află în partea vestică a Munților Trascăului, în hotarul comunelor Întregalde, Galda de Jos și Stremț, în vestul satului Răicani și aproape de satul Cetea, de la care i se trage numele. Aria protejată reprezintă o zonă în al cărei teritoriu sunt întâlnite abrupturi stâncoase (calcare de vârstă jurasică, marne, gresii și conglomerate cretacice); păduri, pajiști și fânețe. 

## Fenomene carstice
Avenul din Piatra Ceții este principalul fenomen carstic.